# 男衾三郎絵詞

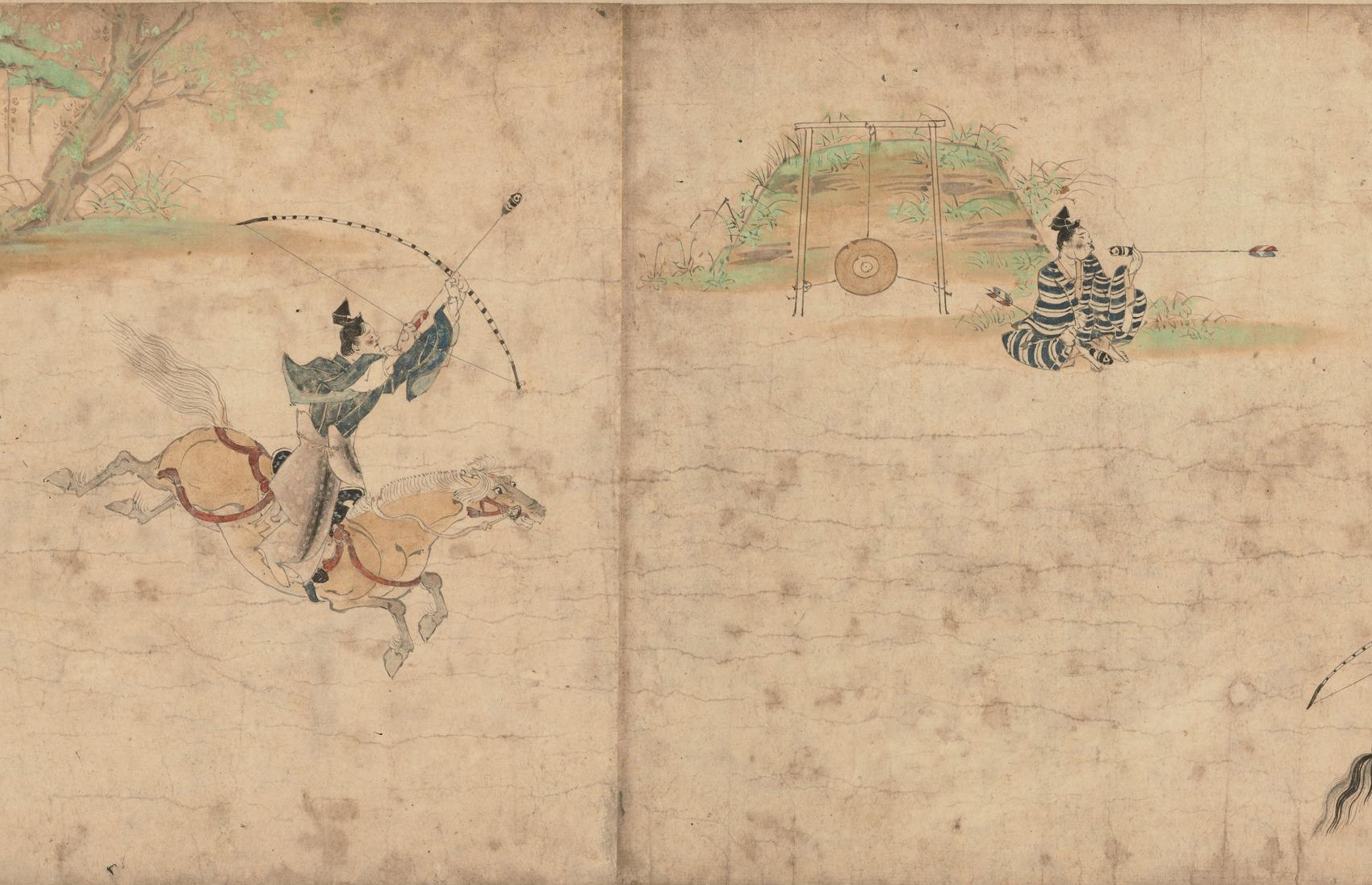
「男衾三郎絵詞」第2段の笠懸の場面。笠懸は本作と『伊勢新名所絵合』の異本1本にのみしか描かれず貴重である。

『男衾三郎絵詞』（おぶすまさぶろうえことば）は、鎌倉時代に描かれた絵巻物。1巻、東京国立博物館蔵、重要文化財。『男衾三郎絵巻』（ - えまき）ともいう。兄・吉見二郎と弟・男衾三郎という対称的な武士の兄弟とその家族の境遇を描く継子いじめ譚である。

## 概要
現存する1巻は物話の途中で終わってしまうが、本来は2巻構成で、続きの話を描いた後巻が散逸したと考えられる。ただし、物語後半に該当しうる部分は模写などを含めて全く見つかっていない。また、第6段の絵が欠落しているが、その断簡や模写が同じ東京国立博物館に所蔵されている。
特に第2段には鎌倉時代の武士の様子が生き生きと描かれ、よく教科書などの図版として使われる。一方で、「馬小屋の隅に生首を絶やすな、首を切って懸けろ」、「屋敷の門外を通る修行者がいたら蟇目鏑矢で追い立て追物者にしてしまえ（犬追物の的の代わりにせよ）」といった非人道的な描写があり、これに鎌倉武士の残虐性を指摘する意見もあるが、あくまでも物語上の悪役である三郎の人物描写としての脚色であり、これらは鎌倉武士一般の習慣ではない。

## 物語
武蔵大介という有力武士の子に吉見二郎と男衾三郎という兄弟がいた。兄二郎は都風の優雅な生活をおくる「色好み」の男で、都から上臈を迎えて妻とし、観音菩薩に祈願して美しい姫・慈悲を授かる。慈悲の美貌は関八州で評判となり、数ある求婚者の中で上野国の大名の子息・難波の太郎が選ばれた。陰陽師に吉日を占わせると3年後の8月11日と出て、両者ともこれを承諾した（第1段）。一方、無骨一辺倒な弟三郎は、美人を妻とするのは短命だとして、坂東一の心身とも醜悪で身長が七尺もある醜女を妻とし、醜い男子3人娘2人をもうける（第2段）。たまたま兄弟が大番役で上京の途中、遠江国の高師山（現在の静岡県湖西市から愛知県豊橋市にかけての丘陵地）で山賊に襲われ、二郎は落命する（第3段）。郎党家綱はその頚と形見を吉見邸に届ける途中、休憩した駿河国清見関で観音の示現にあい（第4段）、残った母子に主人の死を知らせる（第5段）。ところが、三郎は遺言に反して兄二郎の館や所領を横領し、その妻子を下働きに酷使する。難波の太郎には、慈悲母子は悲しみのあまり死んだと偽って告げ、自分の娘を妻合わせようとするが、太郎は母子の後世を祈るため出家し旅に出る（第6段）。たまたま男衾の館を訪れた新任の国司は、端女の慈悲を見て恋い慕う。しかし、三郎夫婦は再び謀って自分の娘を出すが、国司は相手にしなかった（第7段）。
現存する話はここで終わるが、先述の通り後巻が失われたとみられる。かつて存在していた後半には、おそらく中世物語に通有の、観音菩薩の導きによって慈悲が救済される結末が描かれていたと推測される。

## 制作について
『男衾三郎絵詞』の画風は、永仁3年（1295年）頃に制作された『伊勢新名所絵歌合』（神宮徴古館蔵、重要文化財）と強い共通性があり、本作のほうが表現が手馴れていることから、同じ工房により少し後の時期に制作されたと推測される。吉見・男衾は実際に武蔵国にある地名で、前者は吉見氏、後者は畠山重忠一族が領していた。両者は文治元年（1187年）に伊勢国沼田御厨をめぐって争論となっており、本絵巻のモデルになっているとも考えられる。
日本軍事史学者の藤本正行は、『蒙古襲来絵詞』と『男衾三郎絵詞』の比較を行って後者の兵器描写が杜撰であることを指摘し（大鎧の部品である栴檀板と鳩尾板が左右の位置を誤って描かれる点など）、これは制作した絵師と絵巻の注文者の双方とも甲冑についての知識や考証へのこだわりを欠いていたためで、絵巻の制作地は京都や鎌倉でなく伊勢であり、注文者は同地の女性ではなかったかと、先行研究も踏まえた上で推察している。

## ギャラリー

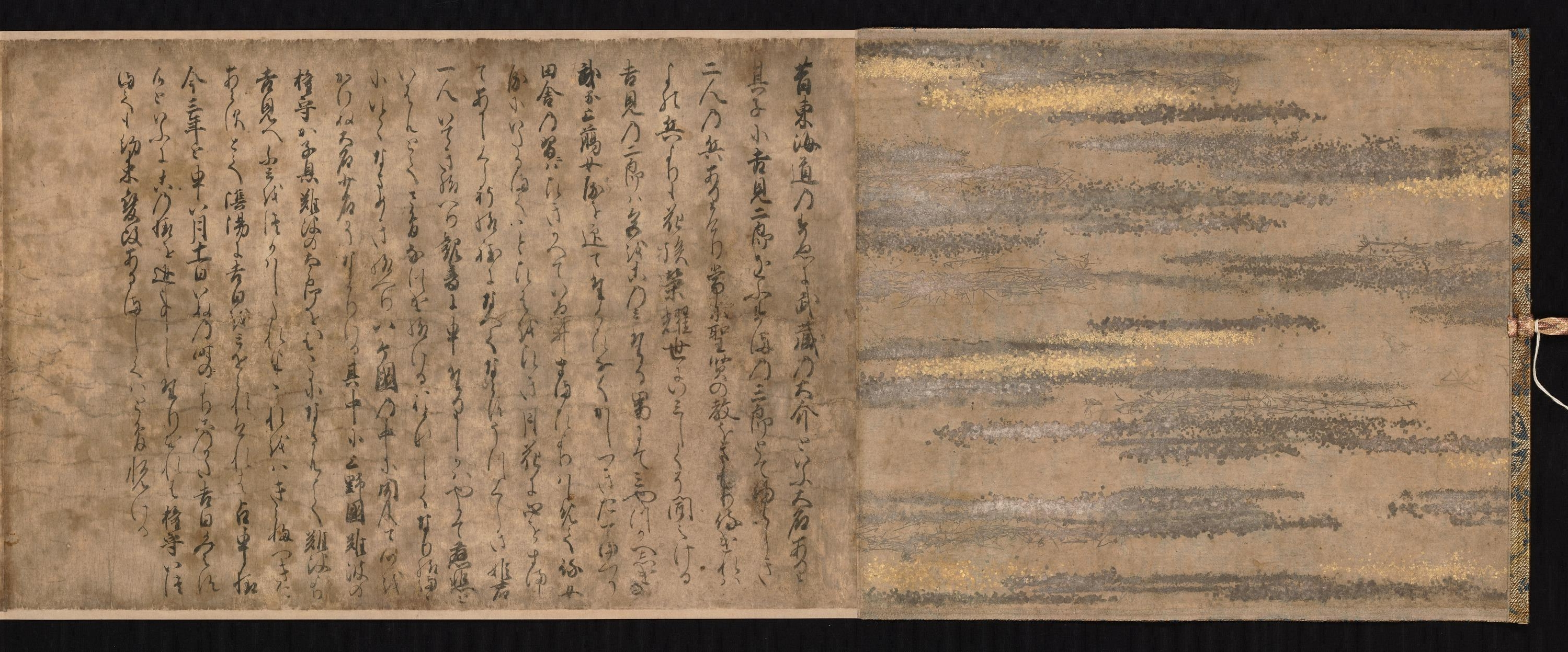
第1紙の第1段詞書
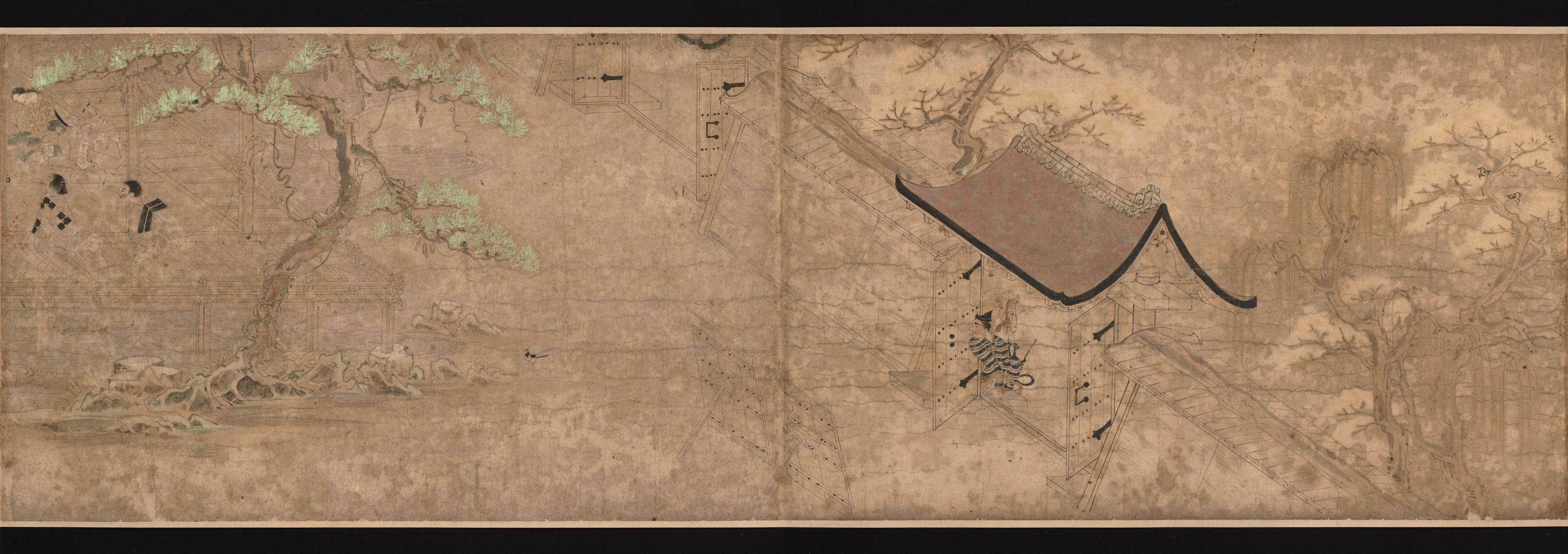
第2,3紙。吉見二郎邸の門から釣殿まで。画像では丁度切れているが、館の中では歌合が行われている。
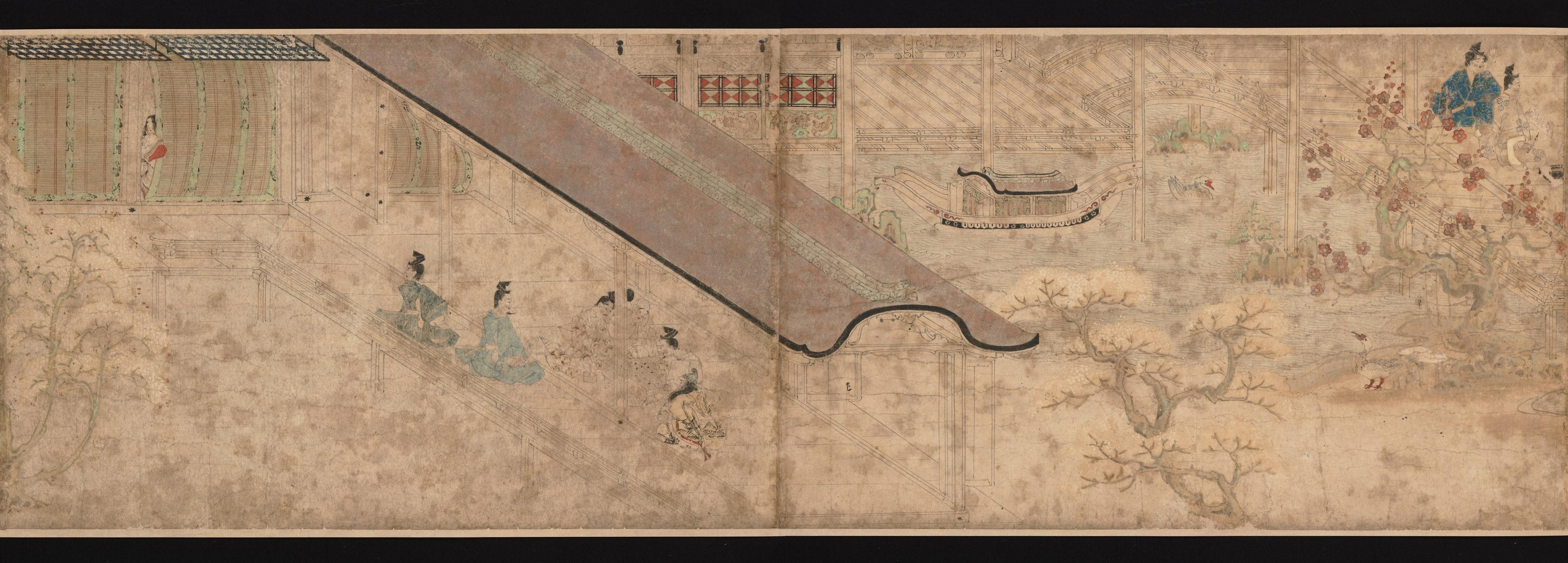
第4,5紙。釣殿から遣水の上にかかる透渡廊を通り、寝殿・対屋まで。池には鳥が遊び、屋形船が浮かぶ。車宿廊では身分が異なる2人が囲碁をうち、周囲に観戦している者たちがいる。画面左、簾を開いて桜を見ているのが娘の慈悲。
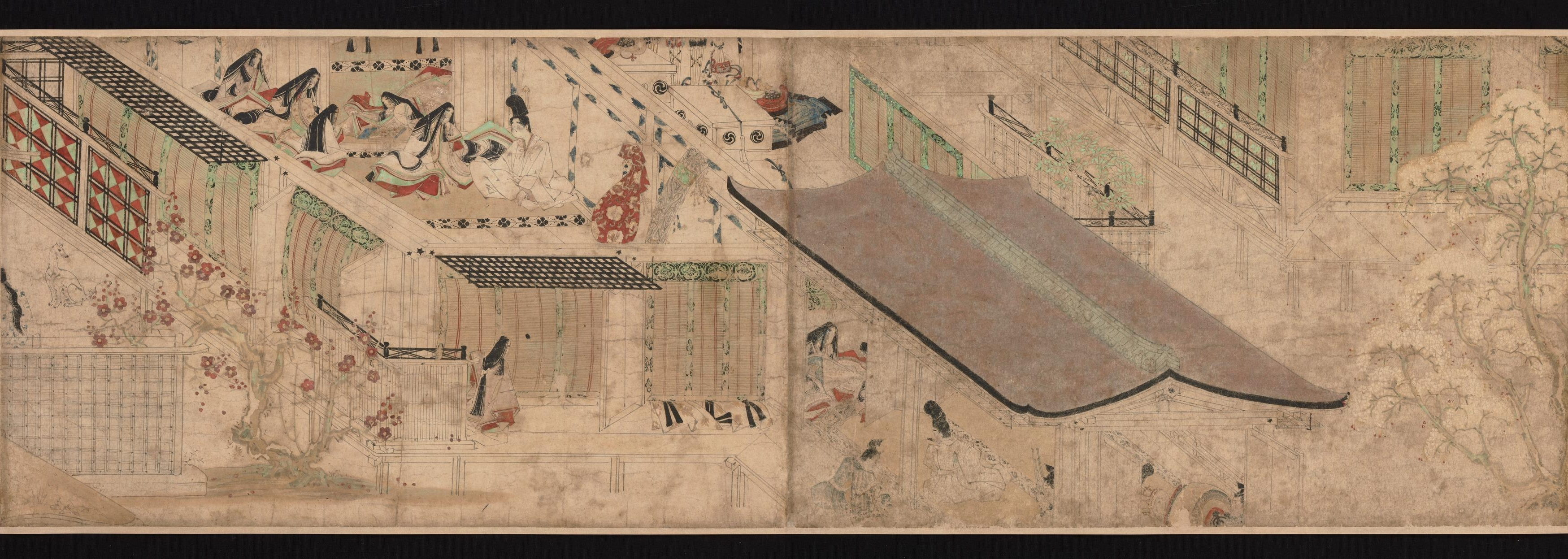
第6,7紙。北の対の吉見夫妻の生活。6紙目は屋根の下で管弦の楽が演奏されている。7紙目は語らう吉見二郎夫妻。二郎は貴族的な優男、妻は典型的な平安美人として描かれている。傍らに琵琶や琴が立て掛けられているが、武具は障子の向こうに隔てられており、武芸から遠ざかっているのを暗示する。
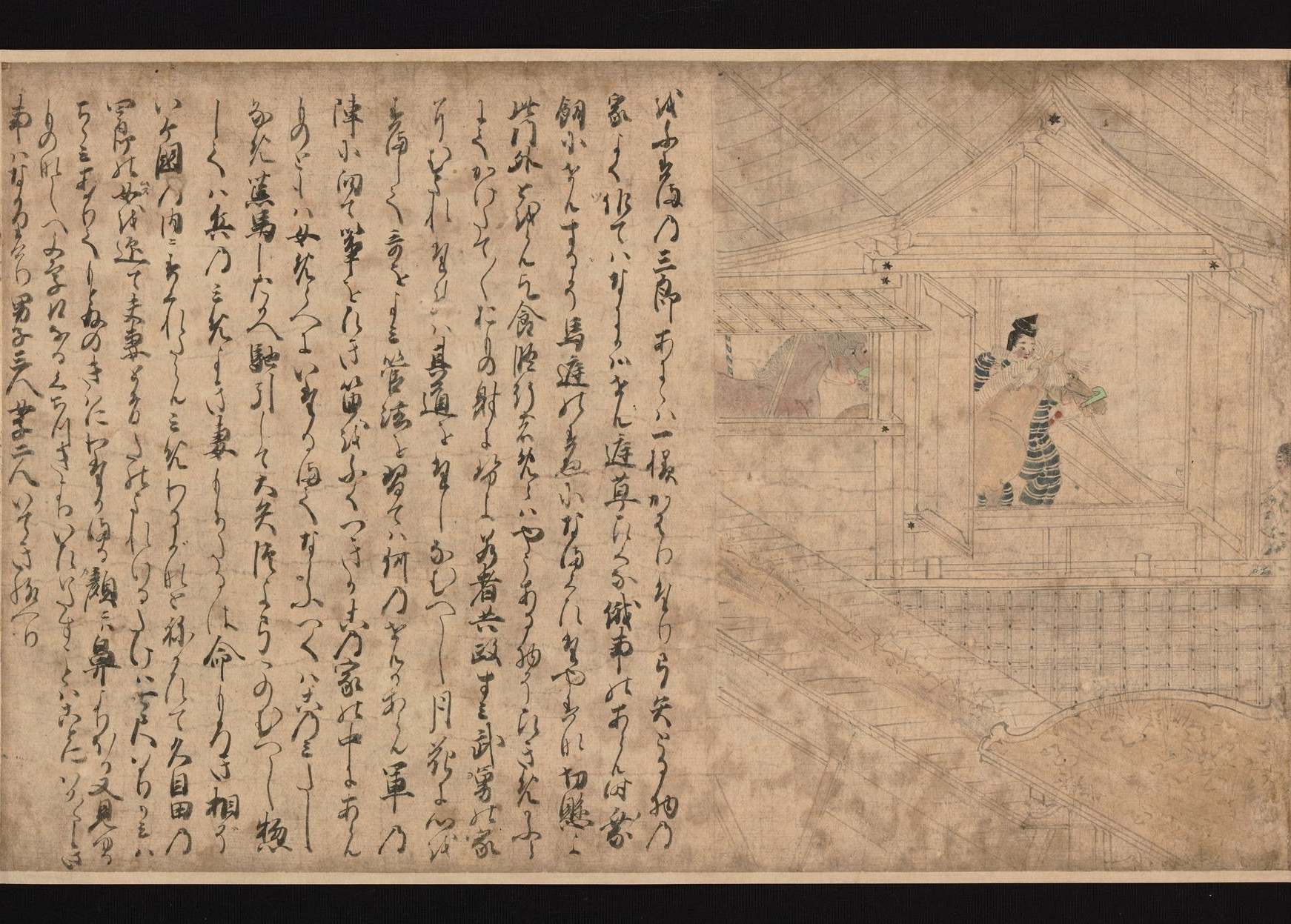
第8紙の絵と詞書。
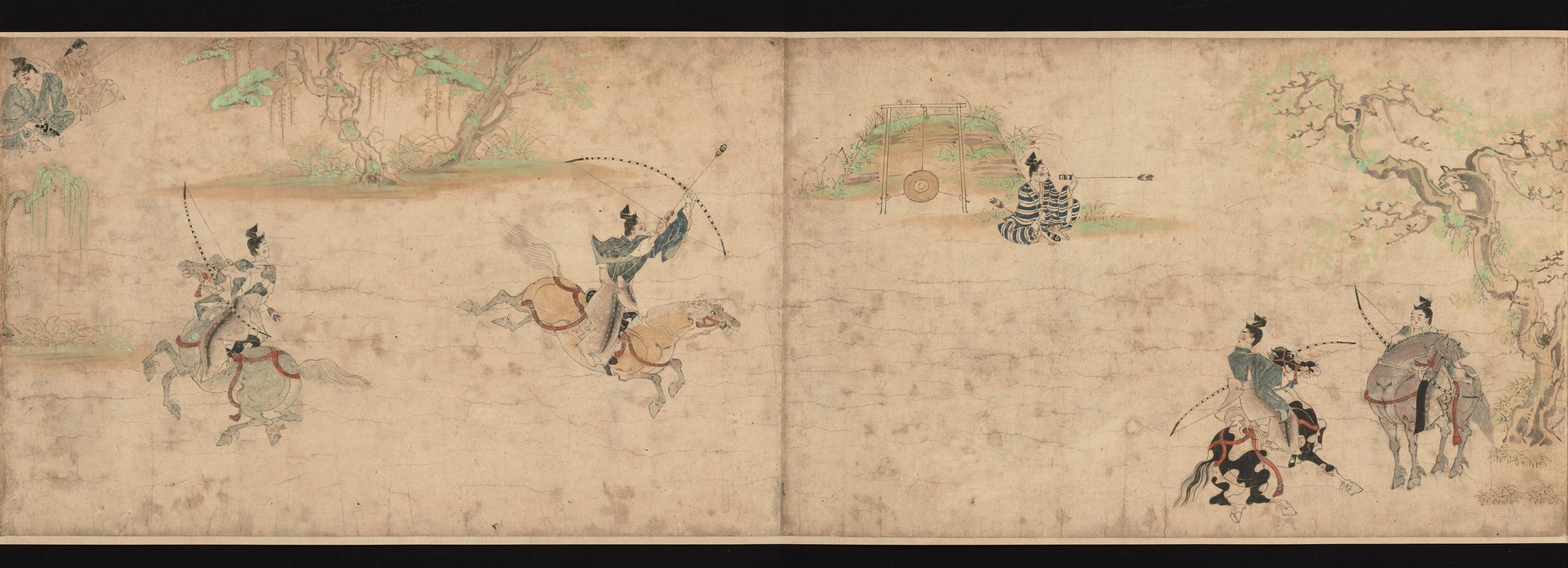
第9,10紙。第2段に移り、男衾三郎の郎党達が武芸に励む様子。
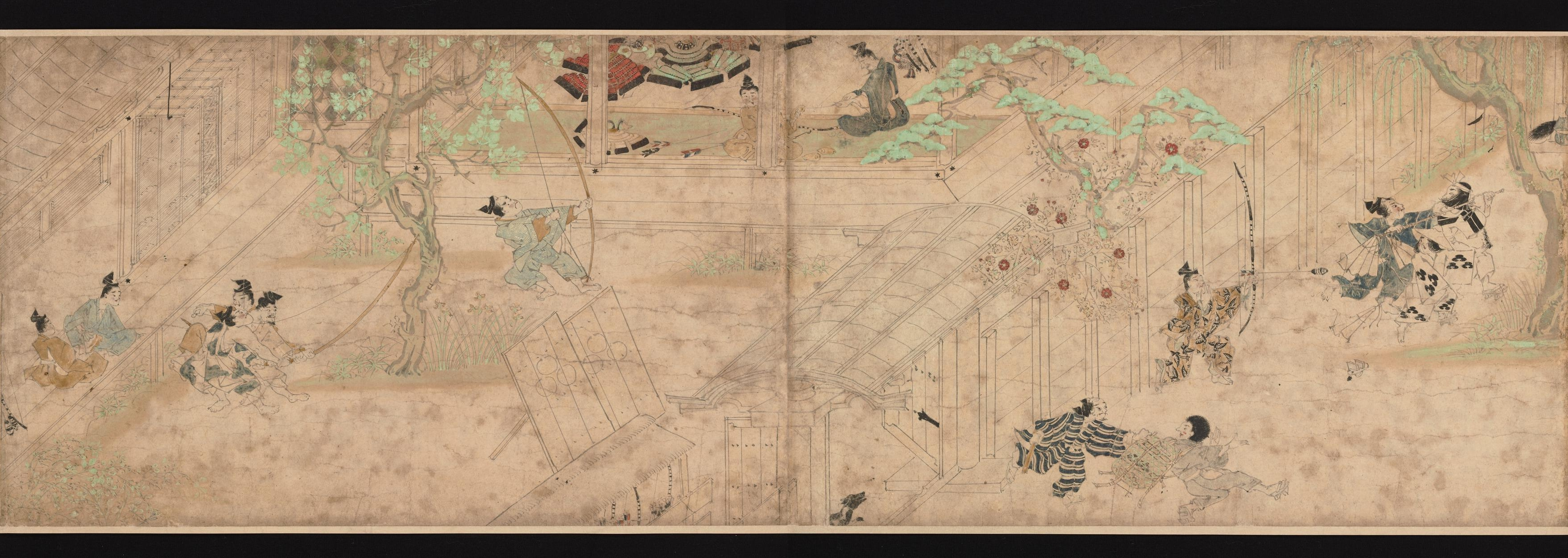
第11,12紙。右側では屋敷の門外を通る修行者を捕まえ、弓で射ろうとしている。右下のこんもりした黒髪をもった異風な修行者は、「一遍上人絵伝」や「法然上人絵伝」にも描かれている[7]。家の中では弓を張り、手入れをするなど、武具の準備に余念がない。
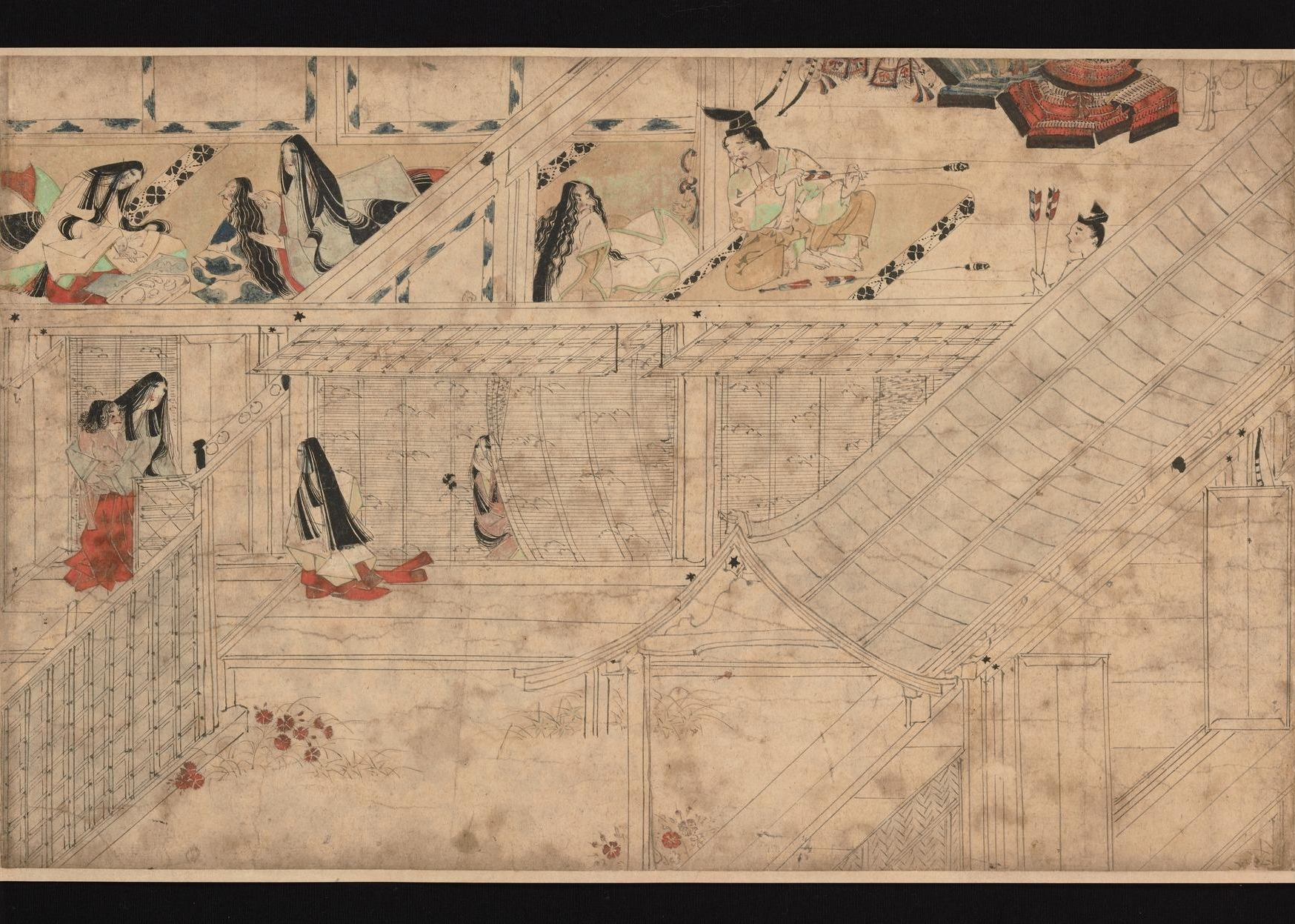
第13紙。男衾三郎夫妻とその子どもたち。三郎は鏑矢を作りながら妻に語りかけ、すぐ近くに武具が置かれている。坂東一の醜女の妻は、出張った頬、金壺眼、天狗鼻、縮れ髪を持ち、これらは当時の醜い女性を表す記号的表現である。縮れ毛は左側にいる子供にも遺伝し、娘も母親譲りの天狗鼻である。

## 備考
- 京都に向かう吉見次郎が遠江の山賊に襲われる場面において、その山賊の中に武士と同じ物具をつけ、金髪で鼻の高い異形の武者が見られるが、北方系の人物とみられている[8]。
- 縮毛の女性が描かれた絵画資料の古例でもある[9]。